# T-80
T-80 este un tanc principal de luptă din generația a treia, proiectat și fabricat în URSS. 
O variantă îmbunătățită a tancului T-64 a intrat în serviciu în 1976, fiind primul tanc cu turbină cu gaze. T-80U a fost produs în final la fabrica din Omsk, Rusia, în timp ce varianta T-80UD și tancul următor T-84 se fabricau în continuare în Ucraina.

## Modele
- Ob'yekt 219 SP1 - Prototip
- Ob'yekt 219 SP2 - Prototip
- T-80 (Ob'yekt 219) (1976) - primul model produs
  - T-80M-1 - T-80 cu metode de contramăsuri
  - T-80B (Ob'yekt 219R) (1978) - tip reproiectat cu blindaj din material ceramic
    - T-80B obr.1980g. - T-80B cu o nouă turbină de gaz de 1.100 CP
    - T-80BK (Ob'yekt 660) - tanc de comandă
    - T-80BV (Ob'yekt 219RV) (1985) - T-80B cu blindaj exploziv reactiv (Kontakt-1)
      - T-80BVK - T-80BK cu blindaj exploziv reactiv (Kontakt-1)

    - T-80A (Ob'yekt 219A) (1982) - T-80B dezvoltat
      - T-80A obr.1984 - T-80A cu blindaj exploziv reactiv (Kontakt-1)
      - T-80AK - tanc de comandă
        - T-80AK obr.1984 - T-80AK cu blindaj exploziv reactiv (Kontakt-1)

## Utilizatori
- Rusia 1.900 erau în serviciu în 1985, 4.000 în 1990, scos din dotare în 2014
- Belarus 5 în serviciu în 2000 și 92 în 2003 și 2005
- Cipru
- Kazahstan
- Armenia
- Pakistan
- Ucraina 345 erau în serviciu în 1995, 273 în 2000, și 271 în 2005

Foști utilizatori
- Uniunea Sovietică

## Utilizare în luptă
Primul Război Cecen